# Xixia (Nanyang)
Der Kreis Xixia (西峡县,  Xīxiá Xiàn) ist ein Kreis in der chinesischen Provinz Henan. Er gehört zum Verwaltungsgebiet der bezirksfreien Stadt Nanyang. Er hat eine Fläche von 3.447 Quadratkilometern und zählt 429.500 Einwohner (Stand: Ende 2018).

## Dinosauriereiermuseum
In dem Kreis gibt es ein Dinosauriereiermuseum in dem in großen Mengen aufgefundene versteinerte Dinosauriereier aus der Kreidezeit ausgestellt sind.